# Singeumho (metropolitana di Seul)
Singeumho (신금호역 - 新金湖驛, Singeumho-yeok ) è una stazione della metropolitana di Seul servita dalla linea 5 della metropolitana di Seul.

## Linee
SMRT
● Linea 5 (Codice: 538)

## Struttura
La stazione è sotterranea, e dispone di un marciapiede a isola con due binari passanti, e porte di banchina a piena altezza.
| Direzione Banghwa             | ● Linea 5 | per Jongno 3-ga, Gongdeok, Yeouido, Gimpo Aeroporto e Banghwa |
| Direzione Sangil-dong/Macheon | ● Linea 5 | per Wangsimni, Sangil-dong e Macheon                          |

## Stazioni adiacenti
| «       | Servizio | »         |
| Linea 5 | Linea 5  | Linea 5   |
| ------- | -------- | --------- |
| Chonggu | -        | Haengdang |